# Torre del Campano
 (juin 2022).
Pour les articles homonymes, voir Campano.
La Torre del Campano est une tour médiévale de Pise, l'une des mieux conservées.

## Histoire
À l'époque, la tour s'appelait Torre dei Casciai ou Caciaioli.
Dans les temps anciens, la cloche de l'Université était placée dans une tour sur le Lungarno, appelée dei Vinai, mais en décembre 1785, le grand-duc Pietro Leopoldo acheta cette tour et fit fondre une nouvelle cloche par Alessandro Tognozzi pour marquer les heures d'étude pour les membres de l'Université de Pise, à partir de 7 h 30 du matin. Le verset Audite disciplinam et estote sapientes était gravé sur la cloche.